# Rancho San Diego
Pour les articles homonymes, voir San Diego (homonymie).
Rancho San Diego est une census-designated place (CDP) située dans le comté de San Diego, en Californie.